# 11. SS-Freiwilligen-Panzergrenadier-Division „Nordland“
Die 11. SS-Freiwilligen-Panzergrenadier-Division „Nordland“ war eine Panzergrenadier-Division der Waffen-SS während des Zweiten Weltkrieges.
Die Division wurde überwiegend an der Ostfront eingesetzt, bis sie sich im Mai 1945 den Alliierten an der Elbe ergab. Sie bestand zum Teil aus Dänen, aber auch aus Volksdeutschen aus Kroatien.

## Geschichte

### Aufstellung
Bereits im Mai 1940 wurde versucht, deutsche Einwohner Dänemarks und dann auch Dänen für eine SS-Standarte Nordland zu werben. Bis Juni 1941 konnten lediglich 216 Dänen gewonnen werden. Nach dem Überfall auf die Sowjetunion versuchte das OKW, ein Regiment des dänischen Heeres an der Ostfront einzusetzen, was die dänische Regierung aber verhinderte. So wurde zunächst am 29. Juni 1941 aus dänischen Berufssoldaten das Frikorps Danmark gebildet, das an der Ostfront bis zum Sommer 1942 zu drei Vierteln aufgerieben wurde. Am 6. Mai 1943 wurden die Reste zum Regiment Danmark in der neuaufgestellten SS-Division Nordland umgebildet. Anfang 1943 hatte die Führung der Waffen-SS beschlossen, die niederländischen und skandinavischen Freiwilligen, die nicht in der 5. SS-Panzer-Division „Wiking“ dienten, in einem eigenen Verband zusammenzufassen. Als Name für die neue Einheit tauchen u. a. Kampfverband Waräger, Germanische Freiwilligen-Division und SS-Panzergrenadier-Division 11 (germanische) auf, bevor er endgültig auf 11. SS-Freiwilligen-Panzergrenadier-Division Nordland festgelegt wurde.
Da die ursprünglich für die Nordland-Division vorgesehenen Niederländer in die SS-Freiwilligen-Panzergrenadier-Brigade „Nederland“ überführt wurden, wurde die Division letztlich im November 1943 bei ihrem Einsatz in Kroatien mit sogenannten „Volksdeutschen“ ergänzt.

### Einsatz
Im Herbst 1943 wurde die Division unter dem III. (germanischen) SS-Panzerkorps zunächst bei der Partisanenbekämpfung in Kroatien eingesetzt, wo sich dessen SS-Panzer-Grenadier-Regiment Danmark, so der Historiker Rolf-Dieter Müller, am Niederbrennen von Dörfern und Erschießungsaktionen beteiligte, ehe es im Winter 1943/44 nach Norden, an die Narwa-Front in Estland verlegt wurde. Von da an wurde die Division im Rahmen der Heeresgruppe Nord überwiegend im Osten eingesetzt, zunächst an der Front vor Leningrad, in der Schlacht um den Brückenkopf von Narva, in der Tannenbergstellung und dann auf dem Rückzug nach Westen.
Zuletzt beteiligte sie sich an der Verteidigung Berlins, wobei sie bei den Kampfhandlungen um das Regierungsviertel aufgerieben wurde. Nach Hitlers Selbstmord gelang nur wenigen Gruppen der Ausbruch aus Berlin. Diese ergaben sich den Amerikanern an der Elbe. Insgesamt dienten rund 7.000 Dänen in der Waffen-SS, von denen 3.980 gefallen sind.

## Gliederung
- SS-Panzergrenadier-Regiment 23 „Norge“
- SS-Panzergrenadier-Regiment 24 „Danmark“
- Kradschützen-Regiment SS-Panzergrenadier-Division 11
- SS-Panzer-Abteilung 11 „Hermann von Salza“

- SS-Panzer-Regiment 11 (ab 1945) bestehend aus
  - SS-Panzer-Abteilung 11 „Hermann von Salza“ als I. Abteilung
  - s. SS-Panzer-Abteilung 503 als II. Abteilung

- SS-Panzerjäger-Abteilung 11
- SS-Sturmgeschütz-Abteilung 11
- SS-Flak-Abteilung 11

- SS-Artillerie-Regiment 11

- SS-Pionier-Bataillon 11
- SS-Nachrichten-Abteilung 11
- SS-Feldersatz-Bataillon 11
- Kommandeur der SS-Divisions-Nachschubtruppen 11
  - SS-Instandsetzungs-Abteilung 11
  - SS-Sanitäts-Abteilung 11
  - SS-Wirtschafts-Bataillon 11

## Kommandeure
- 22. März bis 1. Mai 1943 SS-Brigadeführer Franz Augsberger
- 1. Mai 1943 bis 28. Juli 1944 SS-Brigadeführer und Generalmajor der Waffen-SS Fritz von Scholz
- 28. Juli 1944 bis 26. April 1945 SS-Brigadeführer und Generalmajor der Waffen-SS Joachim Ziegler
- 26. April bis 8. Mai 1945 SS-Brigadeführer und Generalmajor der Waffen-SS der Reserve Gustav Krukenberg

## Bekannte Divisionsangehörige
- Fritz Knöchlein (1911–1949), war ein verurteilter Kriegsverbrecher